# Сурське
Сурське — село (до 2018 року — селище) в Україні, в Миколаївській сільській громаді Дніпровського району Дніпропетровської області. Населення за переписом 2001 року становить 116 осіб.

## Географія
Селище Сурське розміщене на березі річки Мокра Сура, в місці впадання в неї річки Грушівка, вище за течією на відстані 2,5 км розташоване село Оленівка (Кам’янський район), вище за течією річки Грушівка на відстані 1 км розташоване село Грушівка (Кам’янський район).

## Історія
Станом на 1886 рік у колишньому власницькому селі Солонянської волості Катеринославського повіту Катеринославської губернії мешкало 484 особи, налічувалось 71 дворове господарство, існувала православна церква.
За переписом 1897 року кількість мешканців зросла до 761 особи (387 чоловічої статі та 374 — жіночої), з яких всі — православної віри.
1989 року за переписом тут мешкало приблизно 160 осіб.

## Населення

### Мова
Розподіл населення за рідною мовою за даними перепису 2001 року:
| Мова       | Відсоток |
| ---------- | -------- |
| українська | 94 %     |
| російська  | 6 %      |